# Małgorzata Buchholz-Todoroska
Małgorzata Gabriela Buchholz-Todoroska (ur. 2 maja 1959 w Sopocie) – polska historyk sztuki, kurator wystaw i muzealnik. W latach 2001–2014 dyrektor Muzeum Sopotu.

## Życiorys
Ukończyła studia z historii sztuki na Uniwersytecie Warszawskim (1984), absolwentka studiów podyplomowych z zarządzania kulturą na Uniwersytecie Jagiellońskim (2009). Podczas studiów była stypendystką na Uniwersytecie w Perugii (1983). Po ukończeniu studiów została zatrudniona w Muzeum Narodowym w Gdańsku przez ówczesną dyrektor Teresę Milewską. Była jedną z organizatorek powstałego w 1987 Muzeum Diecezjalnego w Pelplinie. W Muzeum Diecezjalnym pracowała do 1998. Podczas pracy w muzeum dokonała dokumentacji kilkuset eksponatów. Jednocześnie w latach 1992–2000 była członkiem zespołu kustoszy przy odbudowie i rekonstrukcji Domu Uphagena - przyszłego oddziału Muzeum Gdańska. Od 2000 organizowała od podstaw nową instytucję kultury – Muzeum Sopotu. W 2001 objęła stanowisko pierwszego dyrektora tej instytucji, funkcję tę pełniła do końca 2014. Podczas dyrekcji Buchholz-Todorskiej Muzeum Sopotu stało się ważną instytucją na kulturalnej mapie Trójmiasta. Jest autorką kilkudziesięciu wystaw i publikacji dotyczących Sopotu i sztuki na Pomorzu. Od 2015 jest kuratorem Oddziału Sztuki Dawnej Muzeum Narodowego w Gdańsku, prowadzi także własną firmę EXPONEO.
Od 2019 jest członkiem Rady Fundacji imienia dr Katarzyny Cieślak, pełni też funkcję członka zarządu Gdańskiego Oddziału Stowarzyszenia Historyków Sztuki. Zasiada także w Radzie Wydziału Ekonomicznego Uniwersytetu Gdańskiego.

## Wybrane publikacje
- Modna pani u wód: kąpieliska nad Bałtykiem 1880-1914, współautorka z Elżbietą Bimler-Mackiewicz (Sopot: Muzeum Sopotu, 2010)[7]
- Meble elbląskie z kolekcji Edwarda Parzycha, autorka (Pelplin: Wydawnictwo Bernardinum, 2018)[8]
- Popołudnie w ogrodzie: wystawa zabytkowych mebli plenerowych, współautorka (Sopot: Muzeum Sopotu, 2005)[9]

## Nagrody
- Nagroda im. Feliksa Jasieńskiego (2018)[10]